# 1961年英屬喀麥隆公投
1961年英屬喀麥隆公投在1961年2月11日於英屬喀麥隆舉行，該公投決定該地區應該加入喀麥隆還是加入尼日利亞。這次公投的其中一個候選選項「獨立」由於被時任聯合國託管理事會英國代表的安德魯·科恩反對，因此這個選項最終並沒有加入到公投當中。公投結果顯示以穆斯林為主的北喀麥隆地區中有60%的選民打算加入尼日利亞，而以基督徒為主的南喀麥隆地區則有70.5%的選民打算加入喀麥隆。最終北喀麥隆於同年6月1日正式成為尼日利亞的一部分，而南喀麥隆則於同年10月1日正式成為喀麥隆的一部分。

## 公投結果
這次公投的最終結果如下：
| 公投選項       | 北喀麥隆 | 北喀麥隆 | 南喀麥隆 | 南喀麥隆 |
| 公投選項       | 票數     | %        | 票數     | %        |
| -------------- | -------- | -------- | -------- | -------- |
| 加入喀麥隆     | 97,659   | 40.0     | 233,571  | 70.5     |
| 加入尼日利亞   | 146,296  | 60.0     | 97,741   | 29.5     |
| 無效或空白選票 |          | –        |          | –        |
| 總計           | 243,955  | 100      | 331,312  | 100      |
| 已登記選民     | 292,985  |          | 349,652  |          |